# Salón de Isabel II (Palencia)
El parque Salón de Isabel II, más conocido con el sobrenombre de El Salón, es un parque situado en la ciudad española de Palencia.

## Historia
Fue en sus primitivos orígenes una zona de paseo situada a las afueras de la ciudad, hoy se encuentra en el centro de la ciudad. La zona fue urbanizada a finales del siglo XIX y se diseñó el jardín al gusto de la época, de estilo romántico, en el año 1830, sobre las huertas del convento del Carmen. Con el paso de los años se han realizado sucesivas reformas que han ido renovando los elementos ornamentales, sin afectar a la estructura típicamente romántica.

## Situación
El parque de Isabel II se encuentra en el centro de la ciudad, entre las avenidas República Argentina y Modesto Lafuente. Su extensión es de más de 30.000 metros cuadrados.

## Fauna y flora
Zona ajardinada cuya vegetación y avifauna está compuesta por un variado grupo de especies arbóreas como pinos, cedros, castaños, acacias, plataneros, sauces y especies exóticas. Las aves más representativas son los gorriones, palomas, estorninos, jilgueros y urracas. 

## Instalaciones
El parque albergaba el desaparecido monumento conmemorativo de la traída de aguas a la ciudad, levantado en 1908, y un templete de hierro desmontado en 1966 para ser sustituido por el antiguo auditorio, que fue sustituido por uno más moderno en la última reforma. Cuenta con una cafetería, numerosos jardines y una zona infantil.